# مارگریت کورتو
مارگِریت کورتو (انگلیسی: Marguerite Courtot؛ ۲۰ اوت ۱۸۹۷ – ۲۸ مهٔ ۱۹۸۶) یک هنرپیشه اهل ایالات متحده آمریکا بود.
از فیلم‌ها یا مجموعه‌های تلویزیونی که وی در آن‌ها نقش داشته است می‌توان به ورای رنگین‌کمان، رولینگ استونز و بوسه اشاره نمود.